# Vauxit
Vauxit ist ein sehr selten vorkommendes Mineral aus der Mineralklasse der „Phosphate, Arsenate und Vanadate“. Es kristallisiert im triklinen Kristallsystem mit der chemischen Zusammensetzung Fe2+Al2[OH|PO4]2 • 6 H2O und entwickelt meist größere, teilweise radialstrahlige Mineral-Aggregate, bestehend aus vielen tafeligen bis prismatischen Einzelkristallen von himmelblauer bis blaugrüner Farbe.

## Etymologie und Geschichte
Benannt wurde das Mineral nach George Vaux, Jr. (1863–1927), einem US-amerikanischen Rechtsanwalt und Mineralsammler.
Erstmals gefunden wurde es 1922 in der „Siglo Veinte Mine (Llallagua Mine)“ bei Llallagua in Bolivien und beschrieben durch Samuel George Gordon (1897–1953), der als weiteres neues Mineral dieser Fundstätte auch den Metavauxit und den Paravauxit beschrieb.

## Klassifikation
In der veralteten 8. Auflage der Mineralsystematik nach Strunz gehörte der Vauxit zur Mineralklasse der „Phosphate, Arsenate, Vanadate“ und dort zur Abteilung „Wasserhaltige Phosphate, Arsenate und Vanadate mit fremden Anionen“, wo er gemeinsam mit Metavauxit, Pseudolaueit und Stewartit in der „Vauxit-Metavauxit-Gruppe“ mit der Systemnummer VII/D.03 steht.
In der zuletzt 2018 überarbeiteten Lapis-Systematik nach Stefan Weiß, die formal auf der alten Systematik von Karl Hugo Strunz in der 8. Auflage basiert, erhielt das Mineral die System- und Mineralnummer VII/D.09-010. Dies entspricht der Klasse der „Phosphate, Arsenate und Vanadate“ und dort der Abteilung „Wasserhaltige Phosphate, mit fremden Anionen“, wo Vauxit zusammen mit Césarferreirait, Kastningit, Metavauxit, Pseudolaueit und Stewartit eine unbenannte Gruppe mit der Systemnummer VII/D.09 bildet.
Die von der International Mineralogical Association (IMA) zuletzt 2009 aktualisierte 9. Auflage der Strunz’schen Mineralsystematik ordnet den Vauxit in die Klasse der „Phosphate, Arsenate und Vanadate“ und dort in die Abteilung „Phosphate usw. mit zusätzlichen Anionen; mit H2O“ ein. Hier ist das Mineral in der Unterabteilung „Mit ausschließlich mittelgroßen Kationen; (OH usw.) : RO4 = 1 : 1 und < 2 : 1“ zu finden, wo es als einziges Mitglied eine unbenannte Gruppe mit der Systemnummer 8.DC.35 bildet.
In der vorwiegend im englischen Sprachraum gebräuchlichen Systematik der Minerale nach Dana hat Vauxit die System- und Mineralnummer 42.11.14.01. Das entspricht der Klasse der „Phosphate, Arsenate und Vanadate“ und dort der Abteilung „Wasserhaltige Phosphate etc., mit Hydroxyl oder Halogen“. Hier findet er sich innerhalb der Unterabteilung „Wasserhaltige Phosphate etc., mit Hydroxyl oder Halogen mit (AB)4(XO4)3Zq × x(H2O)“ in der „Vauxitgruppe“, in der auch Paravauxit, Sigloit, Gordonit, Mangangordonit, Kastningit und Maghrebit eingeordnet sind.

## Bildung und Fundorte

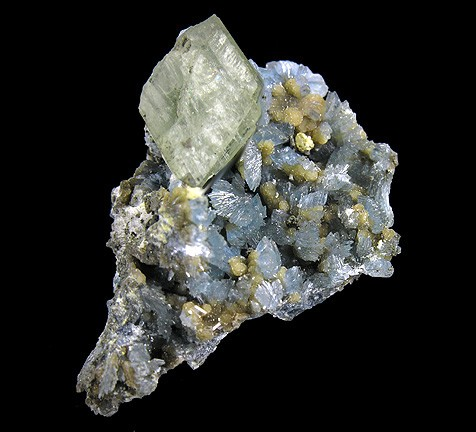
Mehrfachparagenese aus tafeligem, grünlichweißem Paravauxit auf kleinen, radialstrahligen Vauxitkristallen mit kleinen, bräunlichen Childrenitkristallen aus der Siglo Veinte Mine, Llallagua, Potosí, Bolivien

Vauxit ist ein Sekundärmineral, das durch Verwitterung aus Apatit entsteht. Begleitminerale sind unter anderem Wavellit, Paravauxit und Markasit.
Bisher konnte das Mineral nur in Bolivien, zum einen an seiner Typlokalität „Siglo Veinte Mine (Llallagua Mine)“ bei Llallagua in Potosí und zum anderen bei Huanuni in Oruro, nachgewiesen werden.

## Kristallstruktur
Vauxit kristallisiert triklin in der Raumgruppe {\displaystyle P{\bar {1}}} mit den Gitterparametern a = 9,13 Å; b = 11,59 Å; c = 6,14 Å; α = 98,3°; β = 92,0° und γ = 108,4° sowie zwei Formeleinheiten pro Elementarzelle.